# Rubídium-klorát
A rubídium-klorát a klórsav rubídiumsója, képlete RbClO3.

## Előállítása
Rubídium-szulfát és bárium-klorát reakciójával állítható elő:
{\displaystyle \mathrm {Rb_{2}SO_{4}+Ba(ClO_{3})_{2}\longrightarrow 2\ RbClO_{3}+BaSO_{4}\downarrow } }

## Tulajdonságai
Kristályszerkezete trigonális, tércsoport  R3m. Rács paraméterei: a = 608.9 pm és c = 817.4 pm. Elemi cellája három atomot tartalmaz.
Vízben való oldhatósága nő a hőmérséklet emelkedésével:
| A RbClO3 vízben való oldhatósága |       |      |      |    |       |       |       |     |
| Hőmérséklet [°C]                 | 0     | 8    | 19,8 | 30 | 42,2  | 50    | 76    | 99  |
| Oldhatóság [g/l]                 | 21,38 | 30,7 | 53,6 | 80 | 124,8 | 159,8 | 341,2 | 628 |

Hevítés hatására rubídium-kloridra és oxigénre bomlik:
{\displaystyle \mathrm {2\ RbClO_{3}\longrightarrow 2\ RbCl+3\ O_{2}\uparrow } }

## Fordítás
Ez a szócikk részben vagy egészben  a   Rubidiumchlorat című német Wikipédia-szócikk fordításán alapul.  Az eredeti cikk szerkesztőit annak laptörténete sorolja fel. Ez a jelzés csupán a megfogalmazás eredetét és a szerzői jogokat jelzi, nem szolgál a cikkben szereplő információk forrásmegjelöléseként.